# 二枚田幹線林道
二枚田幹線林道（にまいだかんせんりんどう）は、福井県福井市和布町（国道305号交点）から同市奥平町（福井県道3号福井大森河野線交点）に至る、全長21.822kmの幹線林道である。福井市が管理している。

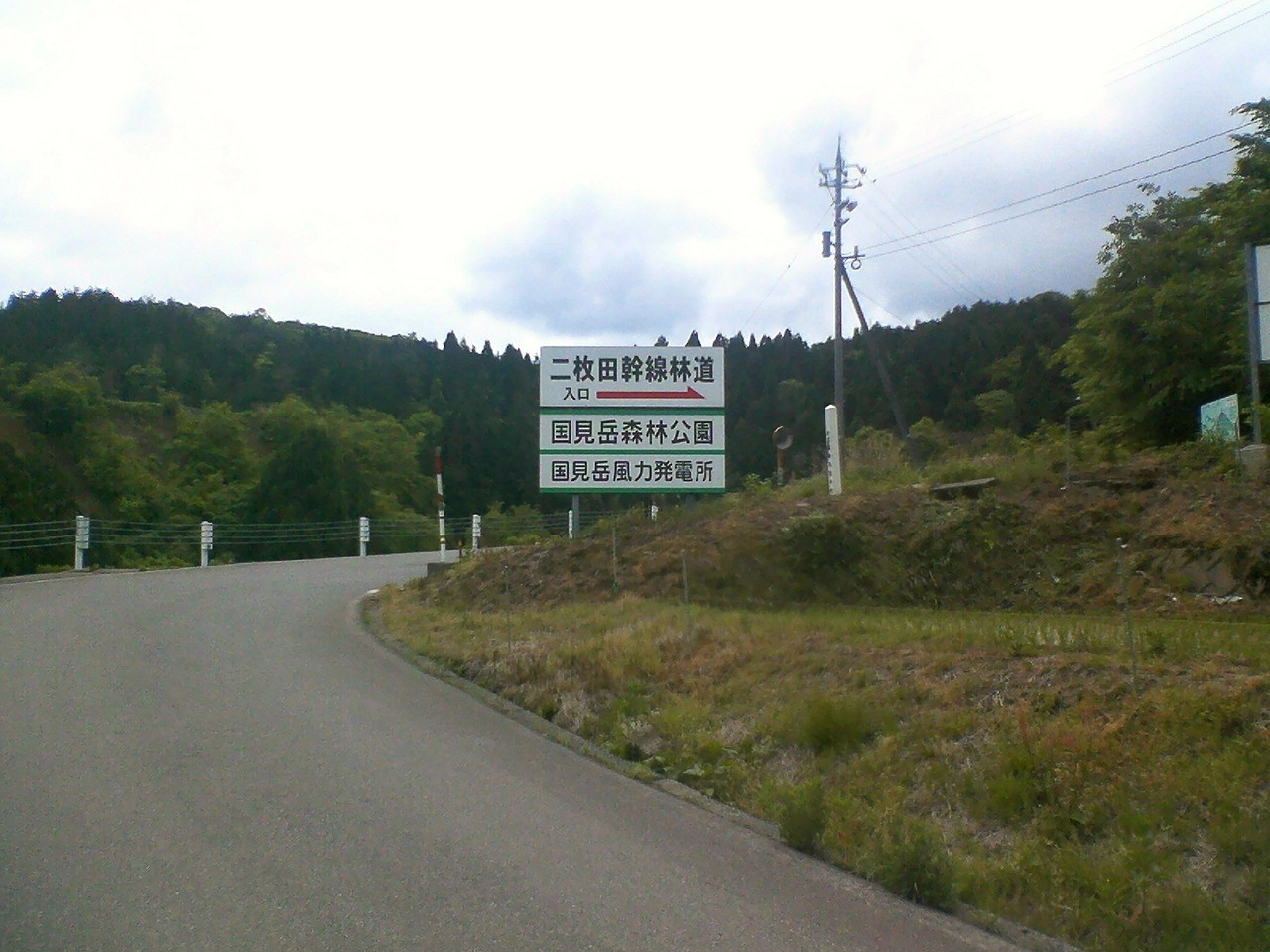
二枚田幹線林道(奥平町側入口)

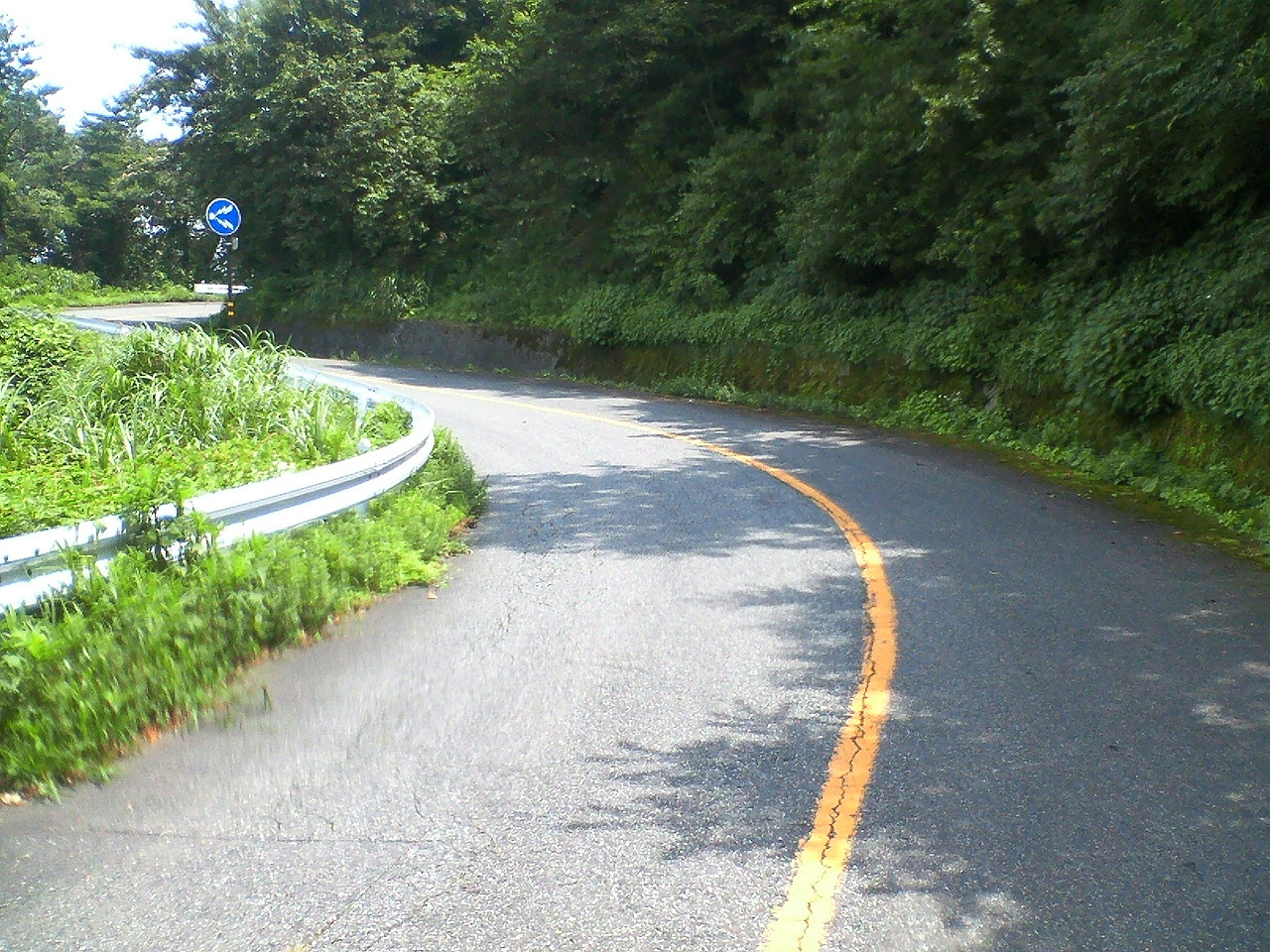
二枚田幹線林道(国見町付近)

## 沿革
- 1971年―事業開始
- 1977年―完成(幅員6m、延長21,822m)
- 1981年―国見岳森林公園オープン
- 1989年―舗装完了

## 特徴等
- 例年12月から4月頃までの間、積雪の為に冬季通行止になる。ゴールデンウイークのころに通行止が解除される。
- 頂上から奥平側は特に道路の幅員が狭く、走行には細心の注意が必要である。
  - 奥平側に関しては、大雨で土砂崩れや路盤流出が発生して通行止めになることが多い。
- 雨天時は勿論のこと、晴天時でも霧が発生する場合がある。
- 頂上から和布側は、所によって福井臨海工業地帯（テクノポート福井）や日本海を一望できる。
- 山頂を境に、和布側は警笛区間に指定されている。奥平側はマイクロバスを除いたバスや大型自動車の通行ができない。

## 国見岳森林公園

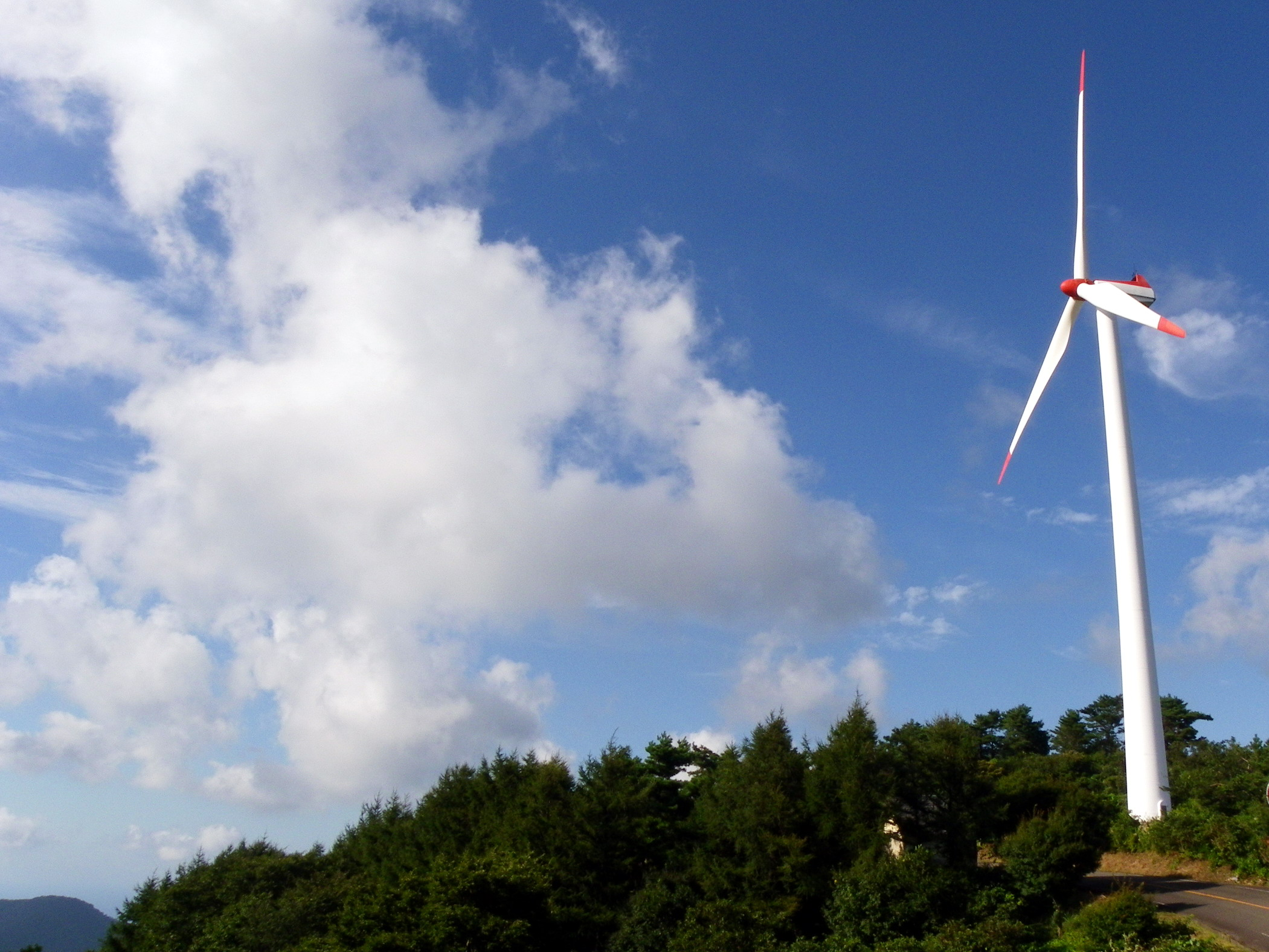
かつてあった国見岳風力発電所の風車(1号機)

二枚田幹線林道は国見岳（標高656m）の山頂付近を通り、山頂一帯には国見岳森林公園が整備されている。森林公園は二枚田幹線林道でしかアクセスできないので、二枚田幹線林道が冬季通行止の間は閉鎖される。
森林公園に隣接したところに県が風力発電用の風車を2基設置。この国見岳風力発電所設備一式は2010年3月末に北陸電力に譲渡されたが、2号機の落雷による破損を修理することなく2014年4月に2基とも廃止・撤去された。